# Кончешть (комуна)
Кончешть, Кончешті (рум. Concești) — комуна у повіті Ботошані в Румунії. До складу комуни входять такі села (дані про населення за 2002 рік):
- Кончешть (1685 осіб) — адміністративний центр комуни
- Мовілень (378 осіб)

Комуна розташована на відстані 415 км на північ від Бухареста, 46 км на північ від Ботошань, 135 км на північний захід від Ясс.

## Населення
За даними перепису населення 2002 року у комуні проживали 2063 особи.
Національний склад населення комуни:
| Національність | Кількість осіб | Відсоток |
| -------------- | -------------- | -------- |
| румуни         | 2061           | 99,9%    |
| угорці         | 1              | < 0,1%   |
| українці       | 1              | < 0,1%   |

Рідною мовою назвали:
| Мова       | Кількість осіб | Відсоток |
| ---------- | -------------- | -------- |
| румунська  | 2061           | 99,9%    |
| угорська   | 1              | < 0,1%   |
| українська | 1              | < 0,1%   |

Склад населення комуни за віросповіданням:
| Релігія       | Кількість осіб | Відсоток |
| ------------- | -------------- | -------- |
| православні   | 1848           | 89,6%    |
| адвентисти    | 188            | 9,1%     |
| баптисти      | 16             | 0,8%     |
| п'ятдесятники | 4              | 0,2%     |
| римо-католики | 1              | < 0,1%   |
| реформати     | 1              | < 0,1%   |
| бретрени      | 1              | < 0,1%   |
| не релігійні  | 1              | < 0,1%   |